# John Patten (baron Patten)
John Haggitt Charles Patten, baron Patten, (né le 17 juillet 1945) est un homme politique britannique qui est député conservateur d'Oxford West et d'Abingdon.

## Biographie
Catholique romain, il fait ses études auprès des jésuites au Wimbledon College avant de terminer ses études au Sidney Sussex College de Cambridge. 
Il est élu pour la première fois à Oxford en 1979, passe à Oxford West et Abingdon en 1983 après des changements de limites. Il se retire lors des élections générales de 1997. Le siège est alors remporté par le libéral-démocrate Evan Harris. 
Patten se voit proposer le poste de secrétaire d'État pour l'Irlande du Nord par Margaret Thatcher mais refuse. Il est secrétaire d'État à l'Éducation de 1992 à 1994. Il est longuement interviewé par Brian Sherratt en 1994 concernant son rôle de secrétaire d'État. 
Patten est créé pair à vie en tant que baron Patten de Wincanton dans le comté de Somerset le 17 juin 1997. 
Il est marié à la femme d'affaires Louise Patten et ils ont une fille, Mary-Claire, mariée à Daniel Lloyd Johnson. 
Il est membre du conseil d'administration de l'école Abingdon de 1983 à 1986. Il est conseiller principal de Charterhouse Capital Partners depuis 2001. 